# Epiplema leucospilaria
Epiplema leucospilaria är en fjärilsart som beskrevs av Walker 1861. Epiplema leucospilaria ingår i släktet Epiplema och familjen Uraniidae. Inga underarter finns listade i Catalogue of Life.